# Liste der Mitglieder der Waldecker Landesvertretung 1922–1925
Diese Liste nennt die Mitglieder der Waldecker Landesvertretung 1922 bis 1925. Zu den 1925 gewählten Abgeordneten siehe die Liste der Mitglieder der Waldecker Landesvertretung 1925–1929, zu den 1919 gewählten Abgeordneten die Liste der Mitglieder der Verfassungsgebenden Waldeck-Pyrmonter Landesvertretung.
Mit dem Ausscheidens Pyrmonts beschloss die Verfassungsgebende Waldeck-Pyrmonter Landesvertretung die neue Waldecker Wahlordnung vom 15. März 1922. Am 16. März 1922 löste sich die Verfassungsgebende Waldeck-Pyrmonter Landesvertretung auf und es kam zur Neuwahl der Waldecker Landesvertretung. Diese bestand nun aus 17 Abgeordneten, die in einem Wahlkreis gewählt wurden.

## Liste der Abgeordneten
Die so bestimmten Abgeordneten waren: 
| Abgeordneter        | Partei                          | Anmerkungen           |
| ------------------- | ------------------------------- | --------------------- |
| Heinrich Bräutigam  | SPD                             |                       |
| Franz Deventer      | SPD                             |                       |
| Heinrich Kramer     | SPD                             | Vizepräsident         |
| Wilhelm Strüning    | SPD                             |                       |
| Heinrich Loos       | USPD                            | Bis 1. August 1923    |
| Paul Arndt          | USPD                            | 1923 bis 4. März 1925 |
| Jakob Hesse         | USPD                            | Ab 20. März 1925      |
| Hermann Brand       | DDP                             |                       |
| Jakob Euler         | DDP                             |                       |
| Karl Hartwig        | Waldeckischer Landeswahlverband |                       |
| Wilhelm Heine       | Waldeckischer Landeswahlverband |                       |
| Siegfried Herwig    | Waldeckischer Landeswahlverband |                       |
| Karl Schnaar        | Waldeckischer Landeswahlverband |                       |
| Heinrich Schüttler  | Waldeckischer Landeswahlverband |                       |
| Oskar Varnhagen     | Waldeckischer Landeswahlverband |                       |
| Hermann Waldschmidt | Waldeckischer Landeswahlverband |                       |
| Max Waldschmidt     | Waldeckischer Landeswahlverband |                       |
| Oswald Waldschmidt  | Waldeckischer Landeswahlverband |                       |
| Karl Weinreich      | Wirtschaftliche Vereinigung     |                       |